# Nightrise
Nightrise (titre original : Nightrise) est le troisième tome de la série de littérature fantastique Le Pouvoir des Cinq par Anthony Horowitz. Il est sorti en Grande-Bretagne le 2 avril 2007 puis en France le 9 janvier 2008 Il est suivi par Necropolis, sorti en 2009, puis en 2012 par Oblivion, qui conclut la saga.

## Résumé
Le livre présente deux des Cinq, les jumeaux télépathes Jamie et Scott Tyler, artistes de cirque qui vivent de leur don. Ils sont tous deux capturés par une organisation secrète dénommée Nightrise. L'ouvrage raconte leur évasion et la quête qu'ils mènent ensuite pour comprendre qui sont les trois adolescents qu'ils voient dans leurs rêves.

## Accueil critique
Dans sa critique pour The Children Books Ireland Magazine, Tom Donegan observe que « le résultat est globalement enthousiasmant, tout en amenant les lecteurs à réfléchir sur de nombreux sujets. À tout le moins, le succès semble avoir donné à Anthony Horowitz la confiance nécessaire pour ne pas éviter des sujets « à risque » en littérature de jeunesse, avec ici la suite de la quête de vérité de Jamie qui va le confronter à la justice pénale, la cupidité des entreprises et la corruption politique ». Dans une critique initialement publiée dans le magazine Voice of Youth Advocates (en), Sarah Flowers affirme que « dans cette nouvelle aventure palpitante, les lecteurs en apprennent beaucoup plus à propos des Cinq et des Anciens, et commencent à avoir une petite idée de ce qui va se passer dans les prochains tomes. Anthony Horowitz accélère la cadence dans ce volume et fait monter la pression, signant ainsi une nouvelle réussite ».